# Akwa jezik
Akwa jezik (ISO 639-3: akw), jezik sjeverozapadne bantu skupine kojim govori 24 100 ljudi (2000) u regiji Cuvette, distrikt Makoua, Kongo.
Akwa je zajedno s jezicima koyo [koh], likuba [kxx], likwala [kwc], mboko [mdu] i mbosi [mdw] klasificiran u užu skupinu mbosi (C.30).

## Vanjske poveznice
- Ethnologue (14th)
- Ethnologue (15th)